# 直播新聞台
直播新聞台（英語：TVBN2，英文全稱為）是香港電視廣播有限公司擁有的一條以直播新聞資訊為主的頻道。

## 播放內容
包括全程直播香港及國際新聞、社區新聞、香港區議會會議、香港立法會會議、全國人民代表大會會議等；此外，每天播放三次香港電台電視節目，時間為22:00及翌日08:00。

## 歷史與發展
- 2006年6月1日，該頻道以無綫新聞2台和分別作為頻道的中文和英文名稱正式開播，同時正式透過無綫收費電視使用第6/206頻道收看和now TV的無綫收費電視特選組合第806頻道播出。其高清版本已經開播。
- 2013年4月29日，該頻道將中文名稱的無綫新聞2台更名為新聞2台。
- 2015年12月29日，該頻道將中文名稱的新聞2台更名為直播新聞台。
- 2017年4月1日起，因應TVB交還收費電視牌照，包括本頻道在內的所有收費頻道台徽都有改動，原無綫收費電視圓形三色LOGO被改為TVB商標。
- 2018年8月14日，直播新聞台於深夜12時起正式停播。
- 2019年中起，myTV SUPER 700頻道播放「無綫新聞台」，但與83頻道的播放安排有別，遇有突發事件會以全畫面直播實況，繼承直播新聞台原有功能。

## 直播節目

### 直播立法會會議
直播新闻台逢星期三現場播放立法會會議，除了播映全場會議外，還會於下方資訊列顯示內容討論重點。此外，一些事務委員會的會議也會播放。

### 直播重要記者會及演講
與互動新聞台相比，TVB新聞台雖然會現場直播重要記者會及演講（该频道节目基本与互动新闻台同步，以照顾香港部分地区无法接收数码广播的观众），但由於要兼顧播放其他新聞，因此無法全程直播，只能播放起初的一小段。TVB直播新闻台則可以全程直播重要記者會及演講，並能減輕TVB新聞台的負擔，以免節目超時或造成新聞報導編輯混亂，其同样还会与互动新闻台的小窗画面联播。TVB直播新闻台會於直播後的其他時間重播。

### 直播大型活動
直播大型慶祝活動、典禮等。

## 錄播節目
2013年起，TVB直播新闻台停止播放錄播節目。

### 香港電台節目
星期日播放香港電台節目《城市論壇》，與及每天播放其他香港電台節目（電視劇及綜合節目除外）。

### 週末重溫
重播該週重要直播，於週末雙數時段內播出。

### 自製節目
- 《中華掠影》星期六12:00-12:30、21:00-21:30、星期日03:00-03:30
- 《時事多面睇》星期六20:00-21:00、星期日22:00-23:00
- 《講清講楚》星期六、日21:30-22:00

曾播放的自製節目
- 新聞透視
- 星期二檔案或星期日檔案
- 財經透視
- 明珠檔案
- 财经杂志

### 特備節目
- 香港十年

## 參看
- 無綫新聞
- 無綫網絡電視